# 島田大陸
島田 大陸（しまだ たいろく、1991年6月16日 - ）は、日本とマルタ共和国のフットサルの元選手である。
サッカーとセパタクローの経験を経てフットサルに転向。マルタフットサルリーグでは初のアジア人選手としてプレーした。
引退後はタレントマネジメント、コーチング、アーティストとして活動。
弟はパルクールで世界チャンピオンにもなったZEN。
2023年11月に競泳パラリンピアンの一ノ瀬メイとの結婚を発表。2人でVogueの取材に答えている。

## 略歴
7歳からサッカーをはじめ、20歳でセパタクローに転向。新人戦で優勝するも怪我で断念。手術後のリハビリの1つとしてサッカー・フットサルのコーチをはじめたことをきっかけに23歳からプロを目指す。
2014年にスペインフットサルの名門「インテル・モビスター」のトライアウト選手に選ばれる。2015年には東京都1部リーグ得点王になり、2016年にバルドラール浦安でプロ選手になった。
2018年には立て続く怪我に悩まされて現役を引退するが、2021年に現役復帰、Veganのライフスタイルで植物性食材のみの食事を実践しながらマルタ共和国でのプロ契約を締結。その様子を自身のYouTubeにて発信していた。
引退後はアーティストとして活動し、2022年4月には業界に貢献した100人としてVEGAN AWARDSに選出、11月にはドキュメンタリー映画の製作をスタートさせた。

## 所属チーム歴
- バルドラール浦安 (2016 - 2017)
- ヴォスクオーレ仙台 (2017 - 2018)
- Valletta FC Futsal (2021)

## 受賞歴
* 東京都フットサルリーグ1部得点王　(2014 - 2015シーズン)
- VEGAN AWARDS 2022 (業界に貢献した100人)